# Stadion Allmend
Het Stadion Allmend was een voetbalstadion in het Zwitserse Luzern. Vaste bespeler van het stadion was FC Luzern. Het stadion is in 2009 afgebroken omdat het niet meer voldeed aan de eisen die worden gesteld aan een stadion tegenwoordig. In 2011 werd een nieuw stadion geopend met de sponsornaam Swissporarena.

## Geschiedenis
Het recordaantal toeschouwers in het Allmend stadion was 26.000 in een beslissingswedstrijd tegen FC Basel in 1993.

## Interlands
| №  | Datum             | Wedstrijd                      | Uitslag | Competitie              |
| -- | ----------------- | ------------------------------ | ------- | ----------------------- |
| 1  | 15 maart 1936     | Zwitserland – Luxemburg        | 4 – 2   | Vriendschappelijk       |
| 2  | 14 mei 1939       | Zwitserland – Luxemburg        | 9 – 1   | Vriendschappelijk       |
| 3  | 24 juni 1951      | Zwitserland – Luxemburg        | 4 – 3   | Vriendschappelijk       |
| 4  | 28 mei 1961       | Zwitserland – Luxemburg        | 4 – 2   | Vriendschappelijk       |
| 5  | 21 april 1971     | Zwitserland – Malta            | 5 – 0   | EK 1972 kwalificatie    |
| 6  | 26 september 1973 | Zwitserland – Luxemburg        | 1 – 0   | WK 1974 kwalificatie    |
| 7  | 17 augustus 1976  | Zwitserland – Bulgarije        | 2 – 2   | Vriendschappelijk       |
| 8  | 6 september 1978  | Zwitserland – Verenigde Staten | 2 – 0   | Vriendschappelijk       |
| 9  | 28 april 1981     | Zwitserland – Hongarije        | 2 – 2   | WK 1982 kwalificatie    |
| 10 | 13 november 1985  | Zwitserland – Noorwegen        | 1 – 1   | WK 1986 kwalificatie    |
| 11 | 8 november 1986   | Zwitserland – Noorwegen        | 1 – 0   | Olympische kwalificatie |
| 12 | 24 augustus 1988  | Zwitserland – Joegoslavië      | 0 – 2   | Vriendschappelijk       |
| 13 | 3 april 1990      | Zwitserland – Roemenië         | 2 – 1   | Vriendschappelijk       |
| 14 | 9 oktober 1991    | Zwitserland – Zweden           | 3 – 1   | Vriendschappelijk       |
| 15 | 2 april 1997      | Zwitserland – Letland          | 1 – 0   | Vriendschappelijk       |

## Weblinks
- Bericht des Schweizer Fensehens vom Abriss des Stadions[dode link] (Zwitserduits)
- Besucherbericht von 2007
- Bilder von 2009
- Liste von Schweizer Stadien
- Stadiumguide.com (Engels)
- Homepage der neuen Swissporarena